# 神戸市立櫨谷中学校
神戸市立櫨谷中学校（こうべしりつ はぜたにちゅうがっこう）は、兵庫県神戸市西区にある公立中学校。

## 概要

### 沿革
- 1947年4月22日 - 開校。
- 1983年3月28日 - 新校舎へ移転。

### 注記
元々は神戸市立櫨谷小学校に併設されていたため、学校名の読みは｢こうべしりつはせたにちゅうがっこう｣であった。しかし、校舎が神戸市西区糀台に移転したので区別するため学校名の読みが｢こうべしりつはぜたにちゅうがっこう｣に変更された。なお、神戸市西区の櫨谷町の読みは「はせたに」である。

### 校訓
「自主　協調　創造」

## 部活動

### 運動部
- 陸上競技部
- 男子ソフトテニス部
- 男子バスケットボール部
- 女子卓球部
- 女子バレーボール部

### 文化部
- 吹奏楽部
- 美術部
- コンピュータ部

## 校区
- 神戸市立櫨谷小学校
- 神戸市立糀台小学校
- 神戸市立狩場台小学校

## 制服
- 男子　
  - 冬服はブレザー、カッターシャツ、スラックスである。
  - 夏服はポロシャツ、スラックスである。
- 女子　
  - 冬服はブレザー、カッターシャツ、吊りスカートである。
  - 夏服はポロシャツ、吊りスカートである。
    - 吊りスカートのサスペンダーはボタン式である。

また、男女共に冬服着用時はセーターとベストを着用することができる。

## 交通アクセス
- 神戸市営地下鉄西神中央駅下車、市バス狩場プラザ前下車。西へ徒歩約3分。

## 通学区域が隣接している学校
- 神戸市立太山寺中学校
- 神戸市立井吹台中学校
- 神戸市立伊川谷中学校
- 神戸市立玉津中学校
- 神戸市立平野中学校
- 神戸市立西神中学校
- 神戸市立押部谷中学校
- 神戸市立桜が丘中学校